# Амелин, Артём Андреевич
Артём Андре́евич Аме́лин (укр. Артем Андрійович Амелін; 20 августа 1994, Полтава — 26 февраля 2022, близ Трёхизбенки, Луганская область) — украинский военнослужащий, старший солдат Национальной гвардии Украины, участник российско-украинской войны. Герой Украины (25 марта 2022, посмертно).

## Биография
Артём Амелин родился 20 августа 1994 года в Полтаве.
В 2013 году окончил Полтавское профессионально-техническое училище № 23. Работал газосварщиком на одном из предприятий семейного города.
В июне 2021 года после военной срочной службы заключил контракт о прохождении службы в гостомельской бригаде Национальной гвардии Украины.
24 февраля 2022 года в составе 4-й бригады оперативного назначения имени Героя Украины сержанта Сергея Михальчука во время широкомасштабного российского вторжения в Украину старший солдат Амелин приступил к выполнению боевого задания в одном из самых опасных районов ООС на окраинах пгт Трёхизбёнка в Луганской области.
Погиб 26 февраля 2022 года от осколочных ранений.

## Награды
- Звание «Герой Украины» с удостоением ордена «Золотая Звезда» (2 марта 2022, посмертно) — за личное мужество и героизм, проявленные в защите государственного суверенитета и территориальной целостности Украины, верность военной присяге[2].

- Орден «За мужество» III степени (28 февраля 2022, посмертно) — за личное мужество и самоотверженные действия, проявленные в защите государственного суверенитета и территориальной целостности Украины, верность военной присяге[3].